# Teatro-Circo (Puente Genil)
El Teatro-Circo es un edificio de carácter cultural situado en el municipio español de Puente Genil, en la provincia de Córdoba. Está ubicado frente a la antigua fábrica de electricidad La Aurora.

## Historia
La construcción del edificio transcurrió entre 1901 y 1902. Los trabajos fueron dirigidos por el maestro de obras pontanense Rodrigo García Luque, el cual contó con el asesoramiento del ingeniero de origen francés Leopoldo Lemoniez. El teatro fue inaugurado en julio de 1902. La riada del Genil del año 1963 afectó tan seriamente a las instalaciones que estas fueron clausuradas. Décadas después, el teatro fue adquirido por el Ayuntamiento de Puente Genil y reabierto al público.